# Шрейер, Лотар
Лотар Шрейер (нем. Lothar Schreyer, * 19 октября 1886 г. Блазевиц близ Дрездена; † 18 июня 1966 г. Гамбург) — немецкий драматург, театральный режиссёр, писатель, художник и юрист, принадлежавший к таким творческим течениям, как немецкий экспрессионизм и Баухаус. Писал также под псевдонимом «Ангелус Паупер».

## Жизнь и творчество
Л.Шрейер родился в семье художника-пейзажиста. После получения среднего образования изучал юриспруденцию в университетах Гейдельберга, Берлина и Лейпцига, и в 1911 году получает диплом. С 1911 по 1918 год работает драматургом при Немецком театре в Гамбурге (Deutsches Schauspielhaus Hamburg). В 1919 году открывает в Берлине «Сцену искусства» (Kunstbühne Berlin) и руководит ею до 1921 года. В период с 1916 и по 1926 год Л.Шрейер как редактор и автор сотрудничает с газетой Герварта Вальдена «Штурм» (Der Sturm). В 1917—1920 годы он также руководит театральной деятельностью «сцены Штурма» в Берлине (Sturm-Bühne). Шрейер не боится идти на эксперименты — он выпускает актёров на сцену нагими или с непривычными масками на лицах и в совершенно необычных для зрителя костюмах, стараясь создать новое, неожиданное видение происходящего, как это предлагалось теорией экспрессионизма. Л.Шрейер в этот период пишет ряд пьес; «Девственница» (1917), «Море, тоска, мужчина» (1918), «Ночь» (1916/17, 1919) и «Распятие» 1920). В 1921—1923 годы он преподаёт и руководит классом сценического мастерства при Баухаусе в Веймаре, в 1924—1927 годах работает в Школе художеств «Путь» (Der Weg) в Берлине и Дрездене. В 1933 году Л.Шрейер переходит в католичество и живёт при аббатстве Марии Лаах. В то же время он приветствовал приход к власти в Германии партии Адольфа Гитлера, подписав в октябре 1933 года соответствующее представление 88 писателей Германии. После окончания Второй мировой войны живёт в Гамбурге, как свободный художник и автор. Большое значение в культуроведении имеют его исследования в области христианского религиозного искусства.

## Сочинения
- Die bildende Kunst der Deutschen. Geschichte und Betrachtung (Изобразительное искусство немцев. История и обозрение). Hamburg u. a.: Hanseatische Verlagsanstalt / Deutsche Hausbücherei, 1931
- Der Bamberger Reiter (Бамбергский всадник). Stalling, Oldenburg 1932
- Die Mystik der Deutschen (Музыка немцев), 1933
- Frau Uta in Naumburg (Фрау Ута в Наумбурге). Stalling, Oldenburg 1934
- Der gefangene Glanz. Aus den Werken des Theophrastus Parazelsus (Схваченный блеск. Из работ Теофраста Парацельса), Caritasverlag, Freiburg i.Br., 1940
- Der Falkenschrei. Friedrich II von Hohenstaufen (Крик сокола. Фридрих II Гогенштауфен), Roman, 1942 (Neuaufl. Anton Pustet, Graz 1961)
- Die dreifache Gottgeburt (Тройное рождение бога), 1947
- Expressionistisches Theater. Aus meinen Erinnerungen (Экспрессионистский театр. Из моих воспоминаний). Toth, Hamburg 1948
- Neue Arbeiten von Fritz Schwerdt (Новые работы Фрицы Швердта). In: DAS MÜNSTER. Nr. 1-2/1953. Verlag Schnell+Steiner GmbH, Regensburg 1953
- Ein Jahrtausend Deutscher Kunst. (Тысяча лет немецкому искусству) Christian Wegner Verlag, Hamburg 1954
- Erinnerungen an Sturm und Bauhaus (Воспоминания о «Штурме» и Баухаусе). Albert Langen/Georg Müller, München, 1956
- Die Botschaft der Buchmalerei. Aus dem ersten Jahrtausend christlicher Kunst (Посольство книжной миниатюры. Из первого тысячелетия христианского искусства). Wittig, Hamburg 1956
- Agnes und die Söhne der Wölfin. Ein Prozeß (Агнес и сыновья волчицы. Один процесс). Herder, Freiburg 1956
- Lyonel Feininger. Dokumente und Visionen (Лионель Фейнингер. Документы и оценки), München, Langen-Müller, 1957
- Christliche Kunst des XX. Jahrhunderts in der katholischen und protestantischen Welt. (Христианское искусство XX века в католическом и протестантском мире) Christian Wegner Verlag, Hamburg 1959
- Das Christusbild und die Kunst des 20. Jahrhunderts (Образ Христа и искусство XX века). Otto Müller Verlag, Salzburg 1960
- Siegesfest in Karthago. Herder, Freiburg 1961
- Abstrakte Christliche Kunst)Абстрактное христианское искусство). Ars Liturgica, Maria Laach 1962
- Anton Wendling. Verlag Aurel Bongers, Recklinghausen 1962

## Дополнения
- Adolf Stock: Die Menschheits-Kathedrale — Lothar Schreyer und das christliche Bauhaus (Собор человечества — Лотар Шрейер и христианский Баухаус). (mp3-Audio, 5,9 MB, 6:28 Minuten) в: Deutschlandfunk-Kultur-Sendung «Religionen». 16. Juni 2019.